# Dhaneswari
Dhaneswari o Dhansiri és un riu d'Assam (districte de Golaghat) i Nagaland (districte de Dimapur). Neix a Towang, una antic principat feudal tibetà avui a la Xina, a les muntanyes Barel a Nagaland, al pic Laisang, i entra després a Assam. El seu curs és en general cap al nord; passa prop de les ruïnes de Dimapur i després se li uneix el Dayang; el riu continua cap al nord-est i arriba al Brahmaputra al que desaigua prop de Bagdwar Chapari. La principal vila a la seva riba és Golaghat. El seu recorregut és de 352 km i la seva conca de 1.220 km².
El curs del riu es va modificar el 1902 i va entrar al llit del Rotwa. S'anomena també Jia Dhaneswari. És navegable durant tot l'any per bots dels natius, els més gran de quatre tones.